# Yaani King
Yaani King Mondschein (Nova Iorque, 10 de agosto de 1981) é uma atriz norte-americana, conhecida por interpretar Neely Lloyd na série de drama policial Saving Grace (2007–2010), Bridgette King na série The Kings of Napa (2022) e fornecer a voz e captura de movimento para Riley Abel no videogame de ação e aventura The Last of Us: Left Behind (2014).

## Biografia
King nasceu no bairro de Brooklyn, em Nova Iorque. Sua mãe, uma policial aposentada do Departamento de Polícia de Nova Iorque, também atuou no teatro. Ela é descendente de guianenses  e cresceu no bairro de Queens. Ela estudou na Fiorello H. LaGuardia High School no Lincoln Center for the Performing Arts e mais tarde estudou atuação no The Actors Centre em Londres.

## Carreira
Yaani começou sua carreira aparecendo em diversas produções off-Broadway e teve papéis especiais em séries de televisão, incluindo Law & Order e Sex and The City. Ela fez sua estreia no cinema em um pequeno papel no thriller de 2003 In the Cut, antes de uma participação coadjuvante na comédia romântica de 2004 The Prince & Me. Em 2007, ela se mudou para Los Angeles e teve papéis especiais em Criminal Minds, CSI: Crime Scene Investigation e Ghost Whisperer.
Yaani forneceu a voz e a captura de movimento para Riley Abel no videogame The Last of Us: Left Behind, de 2014. Mais tarde naquele ano, ela participou do elenco no filme de faroeste Deliverance Creek. Em 2015, ela foi escalada para um papel recorrente na novela do horário nobre da ABC, Blood & Oil, e teve um papel em The Magicians em 2016. Ela apareceu no filme de comédia de terror Bad Hair de 2020.
Em 2022, Yaani foi escalada como uma das protagonistas da novela do horário nobre do Oprah Winfrey Network, The Kings of Napa.

## Filmografia

### Filme
| Ano  | Título                               | Papel                | Notas          |
| ---- | ------------------------------------ | -------------------- | -------------- |
| 2003 | In the Cut                           | Estudante de Frannie |                |
| 2004 | The Prince and Me                    | Amanda               |                |
| 2005 | God's Forgotten House                | Cristal              |                |
| 2008 | For Heaven's Sake                    | Ashley               |                |
| 2008 | Gospel Hill                          | Sara                 | Não creditado  |
| 2012 | The Last Fall                        | Chris                |                |
| 2013 | Caveman                              | Jasmim               |                |
| 2015 | Kraft of Revenge: Mousetrap 2        | Ratoeira             | Curta-metragem |
| 2020 | Bad Hair                             | Sista Soul           |                |
| 2023 | Steadfast - The Thornton Chase Story |                      |                |

### Televisão
| Ano       | Título                         | Papel             | Notas                                                         |
| --------- | ------------------------------ | ----------------- | ------------------------------------------------------------- |
| 2002      | The Education of Max Bickford  | Student           | Episódio: "I Never Schlunged My Father"                       |
| 2002      | Law & Order                    | Monique Thomas    | Episódio: "Access Nation"                                     |
| 2003      | Sex and the City               | Marcy             | Episódio: "Pick-A-Little, Talk-A-Little"                      |
| 2007      | Campus Ladies                  | Deborah           | Episódio: "Barri & Joan Rush a Black Sorority"                |
| 2007      | Criminal Minds                 | Deborah Lewis     | Episódio: "Fear & Loathing"                                   |
| 2007      | CSI: Crime Scene Investigation | Sheila Latham     | Episódio: "Fallen Idols"                                      |
| 2008      | Numb3rs                        | Laurie Porter     | Episódios: "End Game", "Atomic No. 33"                        |
| 2009      | Ghost Whisperer                | Anne-Marie Ramsey | Episódio: "Excessive Forces"                                  |
| 2009–2010 | Saving Grace                   | Neely Lloyd       | Papel principal                                               |
| 2011      | Against the Wall               | Tamika            | Episódio: "Second Chances"                                    |
| 2012      | Vegas                          | Estelle Drew      | Episódio: "Legitimate"                                        |
| 2012      | County                         | Angela            | Piloto                                                        |
| 2013      | Mad Men                        | Phyllis           | Episódios: "Collaborators", "The Flood"                       |
| 2013      | Major Crimes                   | Mrs. Walker       | Episódio: "Risk Assessment"                                   |
| 2014      | Extant                         | Mom               | Episódio: "Extinct"                                           |
| 2014      | Deliverance Creek              | Cassie            | Filme para TV                                                 |
| 2015      | NCIS                           | Leandra Perkins   | Episódio: "Status Update"                                     |
| 2015      | The Haves and the Have Nots    | Alliyah Delong    | Papel recorrente                                              |
| 2015      | Blood & Oil                    | Ada Eze           | Papel recorrente                                              |
| 2016      | The Magicians                  | Kira              | Episódio: "The Writing Room"                                  |
| 2022      | The Kings of Napa              | Bridgette Peele   | 8 episódios                                                   |
| 2022      | Quantum Leap                   | Frankie           | Episódio: "Salvation or Bust"                                 |
| 2023      | Party Down                     | Maggie            | Episódio: "Jack Botty's Delayed Post-Pandemic Surprise Party" |

### Video games
| Ano  | Título                      | Papel      | Notas                      |
| ---- | --------------------------- | ---------- | -------------------------- |
| 2014 | The Last of Us: Left Behind | Riley Abel | Captura de voz e movimento |